# 幸福公园
幸福公园，位于天津市河北区幸福道，因路而得名，1979年筹建，1983年建成开放，占地面积2.4万平方米，是改革开放时期天津市最早修建的一批城市公园。
原天津日报社总编辑、天津市人大常委会原副主任石坚曾为幸福公园题词:“幸福公园真幸福”。